# تکواندو در المپیک تابستانی ۲۰۰۸
تکواندو در بازی‌های المپیک تابستانی ۲۰۰۸ نام رویداد ورزش تکواندو در بازی‌های المپیک تابستانی بود که در سال ۲۰۰۸ برگزار شد.

## جدول مدال‌ها
| رتبه  | کشور                      | طلا | نقره | برنز | مجموع |
| ۱     | کره جنوبی (KOR)           | ۴   | ۰    | ۰    | ۴     |
| ۲     | مکزیک (MEX)               | ۲   | ۰    | ۰    | ۲     |
| ۳     | چین (CHN)                 | ۱   | ۰    | ۱    | ۲     |
| ۴     | ایران (IRI)               | ۱   | ۰    | ۰    | ۱     |
| ۵     | ایالات متحده آمریکا (USA) | ۰   | ۱    | ۲    | ۳     |
| ۶     | ترکیه (TUR)               | ۰   | ۱    | ۱    | ۲     |
| ۷     | کانادا (CAN)              | ۰   | ۱    | ۰    | ۱     |
| ۷     | جمهوری دومینیکن (DOM)     | ۰   | ۱    | ۰    | ۱     |
| ۷     | یونان (GRE)               | ۰   | ۱    | ۰    | ۱     |
| ۷     | ایتالیا (ITA)             | ۰   | ۱    | ۰    | ۱     |
| ۷     | نروژ (NOR)                | ۰   | ۱    | ۰    | ۱     |
| ۷     | تایلند (THA)              | ۰   | ۱    | ۰    | ۱     |
| ۱۳    | چین تایپه (TPE)           | ۰   | ۰    | ۲    | ۲     |
| ۱۳    | کرواسی (CRO)              | ۰   | ۰    | ۲    | ۲     |
| ۱۵    | افغانستان (AFG)           | ۰   | ۰    | ۱    | ۱     |
| ۱۵    | برزیل (BRA)               | ۰   | ۰    | ۱    | ۱     |
| ۱۵    | کوبا (CUB)                | ۰   | ۰    | ۱    | ۱     |
| ۱۵    | فرانسه (FRA)              | ۰   | ۰    | ۱    | ۱     |
| ۱۵    | بریتانیای کبیر (GBR)      | ۰   | ۰    | ۱    | ۱     |
| ۱۵    | قزاقستان (KAZ)            | ۰   | ۰    | ۱    | ۱     |
| ۱۵    | نیجریه (NGR)              | ۰   | ۰    | ۱    | ۱     |
| ۱۵    | ونزوئلا (VEN)             | ۰   | ۰    | ۱    | ۱     |
| مجموع | مجموع                     | ۸   | ۸    | ۱۶   | ۳۲    |